# Viaduc de Sylans
Der Viaduc de Sylans ist ein Teilstück der Autoroute A 40 etwa sechs Kilometer östlich von Nantua im Département Ain der Region Auvergne-Rhône-Alpes in Frankreich.
Das Bauwerk verläuft als Lehnenviadukt (Hangbrücke) oberhalb des nördlichen Hangs des Lac de Sylans.
Die Spannbetonkonstruktion wurde zwischen 1986 und 1989 von Bouygues erbaut. Sie diente dabei bewusst als Prototyp zur Erprobung neuer Bauweisen.
Rund 450 m weiter westlich steht der ebenfalls von Bouygues erstellte, im Wesentlichen baugleiche, aber nur 214 m lange Viaduc des Glacières.

## Beschreibung
Die 1266 m lange Autobahnbrücke besteht aus zwei eigenständigen, für jede Richtungsfahrbahn getrennten Brückenbauten, die  
im seitlichen Abstand von etwa 4,50 m an dem Steilhang gestaffelt übereinander angeordnet sind.
Pierre Richard, der Technische Direktor von Bouygues, war unter anderem wegen der schwierigen Gründungsverhältnisse bemüht, das Gewicht des Überbaus so gering wie möglich zu halten. Anstelle eines konventionellen Hohlkastens mit trapezförmigem Querschnitt und geschlossenen Stegen entwarfen Pierre Richard in Zusammenarbeit mit dem Architekten Bogumil Serafin ein System, in dem X-förmig gekreuzte Stäbe zwischen Boden- und Deckplatte die Rolle der Stege übernehmen. In der Außenansicht ergibt dies eine Folge von Andreaskreuzen bis zum jeweils nächsten Pfeiler. Im Querschnitt sind außerdem zwei Serien von Kreuzen zwischen den außenliegenden Fußpunkten auf der Bodenplatte und einem Längsbalken in der Mitte der Deckplatte eingefügt, so dass sich eine W-Struktur ergibt. Zwischen diesen Stäben sind einige der Spannkabel sichtbar.
Die Pfeiler stehen in 4 m breiten Betonkästen, die zwischen 6 m und 35 m tief sind, damit die Pfeiler bei Bewegungen im Hang entsprechend verschoben werden können. Einige der Kästen sind zusätzlich durch horizontale Anker im Berg gesichert. An der Oberfläche sind die Kästen verschlossen, um Steinschlag und Felsrutschungen abzuhalten.
Der Überbau wurde aus Fertigteilsegmenten hergestellt, die im Freivorbau von einem Vorbaugerüst jeweils an die beiden Seiten eines Pfeilers gehoben und dort mit Epoxidharz verklebt und mit Spannkabeln verspannt wurden.
Die Bauweise ergab eine Gewichtsersparnis im Überbau von 15 %, was längere Spannweiten, weniger Pfeiler und Kosteneinsparungen bei der Gründung bedeutete. Dem standen Schwierigkeiten beim Betonieren der Kreuzstäbe mit ihrem quadratischen Querschnitt von nur 20 cm gegenüber, der zwischen den Bewehrungseisen kaum genügend Platz für den Beton ließ. Die allgemein mit der Ausführung eines Prototyps verbundenen Probleme führten dazu, dass die erwarteten Einsparungen per Saldo wieder neutralisiert wurden. Bouygues hat diese Bauweise nicht wiederholt.